# SS Dwinsk
Le SS Dwinsk est un paquebot d'abord sous pavillon néerlandais sous le nom de Rotterdam puis danois en 1906 sous le nom de C. F. Tietgen, russe en 1913 sous le nom de Dwinsk puis saisi en 1917 par le Royaume-Uni. Il est coulé le 18 juin 1918 par le sous-marin allemand U 151, 23 passagers meurent.

## Histoire
Le navire est lancé le 18 février 1897 pour la Holland America Line. Le 18 août 1897, il quitte Rotterdam pour son voyage inaugural, se dirige vers New York en s'arrêtant par Boulogne-sur-Mer. Son dernier voyage sur cette route commence depuis Rotterdam le 17 février 1906.
Le 5 avril 1906, la Scandinavian America Line achète le Rotterdam et le rebaptise C. F. Tietgen, du nom de l'industriel danois Carl Frederik Tietgen. Il est enregistré à Copenhague. Le 29 avril, il entreprend son premier voyage de Copenhague à New York en passant par Christiania et Kristiansand.
Le 28 juin 1906, le C. F. Tietgen entre en collision avec la goélette américaine E. C. Hay dans la North River, au large du terminal ferry de Desbrosses Street à New York. L’E. C. Hay coule, les quatre personnes à bord sont secourus.
En 1910, le C. F. Tietgen est équipé pour la télégraphie sans fil. Le 7 juillet 1910, il quitte Copenhague pour une croisière vers le cap Nord, faisant escale à Bergen et Trondheim. Le 29 juillet 1913, Nordisk Film l'affrète pour apparaître dans le film Atlantis. Le 6 novembre 1913, il fait son dernier voyage de Copenhague à New York. Il effectue au total 110 traversées transatlantiques pour la Scandinavian America Line.
Le 24 décembre 1913, la Russian American Line achète le C. F. Tietgen et le renomme Dwinsk, comme la ville. Il est enregistré à Libau. Le 10 février 1914, le Dwinsk fait son premier voyage de Libau à New York. Son dernier voyage sur cette route débute le 28 juillet 1914, jour du début de la Première Guerre mondiale. Le 20 septembre 1914, il entreprend son premier voyage au départ d'Arkhangelsk à New York avec une escale à Hammerfest.
Après la révolution d'Octobre dans l'Empire russe, le gouvernement britannique saisit le Dwinsk. Le contrôleur maritime nomme Cunard Line pour le gérer. Il est armé défensivement d'un ou plusieurs canons navals. Lors d'au moins un voyage, il transporte des troupes d'Halifax, au Canada, vers la Grande-Bretagne.

## Naufrage
Le 18 juin 1918, le Dwinsk navigue à 13 nœuds (24,1 km/h) au départ de Brest, en France, vers New York. Le temps est beau, la mer est plate, avec une légère houle et la visibilité est bonne. Vers 9 h 20, l'U 151 tire en sa direction une torpille à environ 400 milles marins (740,8 km) au nord des Bermudes. Les vigies du Dwinsk aperçoivent la torpille à son bâbord à une distance de 200 yards (182,9 m). Son gouvernail est mis à fond sur bâbord, mais la torpille le heurte et explose dans sa cale numéro 4. L'U 151 fait alors surface et ouvre le feu avec ses deux canons de 8,8 cm SK L/30. Un obus touche le réservoir du Dwinsk, qui explose. Son capitaine donne l'ordre d'abandonner le navire et son équipage lance sept de ses canots de sauvetage. Le Dwinsk coule vers 11 h 15.
L' U 151 interroge les occupants du canot commandé par le second officier, mais ne fait aucun prisonnier. Le sous-marin reste dans la zone, attendant d'attaquer tout navire venant secourir les survivants. Plus tard le 18 juin, le transport de troupes USS Von Steuben s'approche des canots de sauvetage. L'U 151 tire une torpille, mais en changeant de cap, le Von Steuben évite d'être touché, le navire de troupes riposte, d'abord avec ses canons de 5 pouces, puis avec des grenades sous-marines.

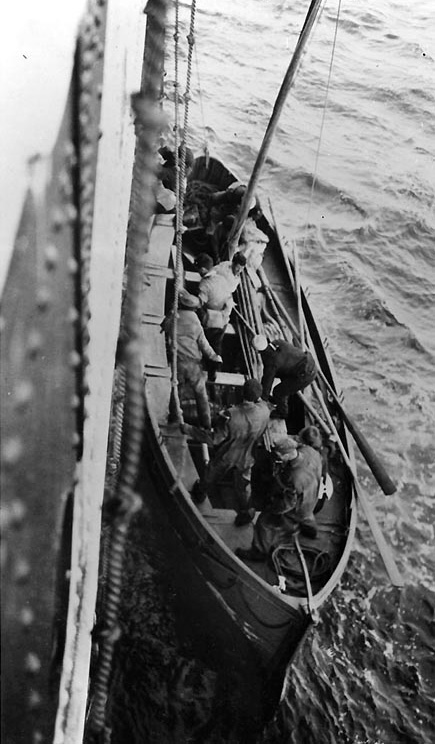
Un des canots contre l'USS Siboney

Dans les jours qui suivent, les canots de sauvetage se séparent. Le 21 juin, le navire de transport de troupes USS Siboney en direction ouest trouve deux des canots du Dwinsk et secourt les occupants. Quatre autres canots sont retrouvés et les occupants secourus. Un canot, commandé par le bosco, est retrouvé au bout de huit jours. Le bateau commandé par le second capitaine perd un occupant par noyade. Le 28 juin, l'USS Rondo  retrouve le canot et secourt les occupants restants. Le canot commandé par le second officier ne fut pas retrouvé, il transportait 22 personnes.
En janvier 1919, le premier officier uu Dwinsk, Robert Pritchard, et le bosco, Philip Larbalastier, reçoivent la Distinguished Service Medal pour leur bon matelotage, leur gestion et leur courage aux commandes de leurs canots respectifs.